# Бактеріальний вагіноз
Гарднерельо́з чи бактеріальний вагіноз (лат. gardnerellosis, vaginosis bacterialis) — незапальне захворювання, яке виникає внаслідок дисбалансу вагінальної мікрофлори. У нормі вона представлена переважно лактобацилами. Ці бактерії утворюють молочну кислоту й перекис водню, перешкоджаючи розмноженню умовно-патогенних мікроорганізмів. До складу нормальної мікрофлори вагіни в невеликій кількості можуть входити Gardnerella vaginalis, Mycoplasma hominis та анаеробні бактерії (роду Mobiluncus та інші). Ці мікроорганізми в невеликій кількості присутні у вагіні більшості здорових жінок. Гарднерельоз не належить до венеричних захворювань. Зараження статевим шляхом не доведено. Раніше вважалося, що гарднерельоз не приносить шкоди. Сьогодні його вважають фактором ризику запалення придатків матки, жіночого безпліддя, передчасних пологів, ускладнень вагітності й пологів.

## Фактори ризику
- спринцювання;
- застосування протизаплідних засобів, що містять 9-ноноксинол (свічки «Патентекс Овал», свічки «Ноноксинол»);
- використання презервативів зі сперміцидною змазкою (9-ноноксинол);
- прийом антибіотиків широкого спектра дії;
- застосування вагінальних таблеток і свічок широкого спектра дії, що містять антибіотики (Поліжинакс, Бетадін, Нетризол);
- незахищений секс.

## Клінічні прояви
Симптоми гарднерельозу у жінок включають бліді, з неприємним запахом, однорідні, водянисті, сірувато-білі вагінальні виділення, що рівномірно покривають стінки. Запах виділень нагадує запах «гнилої риби». Свербіж, печіння, дискомфорт в області вульви і вагіни.
Гарднерельоз можна виявити у вагітних жінок. Часто він присутній до запліднення і загострення відбувається під час вагітності, але можливе виявлення гарднерельозу під час вагітності вперше з відсутністю його ознак при обстеженнях раніше. Пояснити це можна порушенням нормального стану мікрофлори під час вагітності внаслідок зміни гормонального фону. Для плоду гарднерельоз не є небезпечним. Під час вагітності необхідно спостерігатися у спеціаліста.

## Діагностика
Діагностика ґрунтується на клінічній картині й результатах загального гінекологічного мазка. Виявлення збудників гарднерельозу при посіві, методом прямої імунофлюоресценції (ПІФ) і методом ДНК-діагностики (ПЛР) не має значення, тому що при гарднерельозі важлива не просто наявність, а кількість цих бактерій. У невеликій кількості вони присутні в вагіні більшості здорових жінок.

## Лікування гарднерельозу
Препарати для місцевого лікування:
- комбіновані антібактеріальні препарати, чи монопрепарати, що містять метронідазол;
- Кліндаміцин, 2 % крем (наприклад, далацин). Препарат вводять у вагіну 1 раз на добу (на ніч) протягом 7 днів.
- З огляду на роль гарднерельозу в розвитку запалення додатків і жіночого безпліддя, на сьогодні все більша перевага надається препаратам для прийому всередину.

Будь-які ознаки захворювання вимагають негайного звернення до лікаря та гінекологічного огляду, адже при хроніфікації хвороби вилікувати її набагато важче. Не можна займатися самолікуванням, адже ніяких «народних, перевірених засобів» від гарднерельозу не існує.

### Роль спринцювання в розвитку гарднерельозу
При спринцюванні нормальна вагінальна мікрофлора вимивається і заміщається умовно-патогенними бактеріями (наприклад, Gardnerella vaginalis). Нерідко жінки при виникненні симптомів гарднерельозу (виділень з неприємним запахом) самостійно застосовують спринцювання, пов'язуючи запах з недостатньою гігієною. При цьому спринцювання викликає загострення гарднерельозу.
За сучасними даними спринцювання не має ні гігієнічного, ні профілактичного, ні лікувального ефекту. Щобільше, воно є фактором ризику гарднерельозу, запалення придатків, позаматкової вагітності.

## Гарднерельоз у чоловіків
Гарднерельоз за визначенням є дисбактеріозом вагіни. Іноді збудники гарднерельозу спричинюють уретрит у чоловіків, що проявляється печінням і болем при сечовипусканні. У цьому випадку необхідне лікування. В інших випадках (при виявленні Gardnerella vaginalis точними методами; гарднерельоз у сексуальної партнерки) у лікуванні чоловіків необхідності немає.
У чоловіків після контакту з хворою партнеркою може виникнути запалення сечівника (уретрит), шкіри голівки та крайньої плоті пеніса (баланопостит). Іноді гарднерела виявляється в секреті передміхурової залози.